# Tizsite
Tizsite (szlovákul: Čižatice) község Szlovákiában, a Kassai kerület Kassa-környéki járásában.

## Fekvése
Kassától 16 km-re északkeletre, az Ósva-patak jobb oldalán, annak egyik mellékágának a partján fekszik.

## Története
A település 1282 után az Aba nembeli Sándor általi betelepítéssel keletkezett. 1299-ben „Chizete” néven említik először. A lipóci váruradalom részeként az Aba nembeli Péter és Sándor fiainak birtoka. A birtok megosztása 1282-ben úgy történt, hogy a birtok keleti része Sándor, nyugati része pedig Péter fiaié lett. 1311-ben Tizsitét a lipóci uradalom határleírása említi, az adóösszeírásokban azonban 1427-ig nem szerepel. Ebből arra lehet következtetni, hogy területe mintegy száz évig lakatlan volt.
1427-ben Doby György 12 portát bír a településen, ez portánként minimálisan 5 fővel számolva mintegy 60 lakost jelent. 1567-ben Tizsite 6 portája adózott a birtokos Perényi Gábornak. A 6 portából 5 zselléreké volt. Később a terebesi uradalom része. Abaúj vármegye 1578-as tizedjegyzéke 12 adózó portát említ. A nevekből arra lehet következtetni, hogy a település ekkor már szlovák többségű volt.
A 18. század végén Vályi András így ír róla: „TISZITHE. Tót falu Sáros Várm. földes Urai több Uraságok, lakosai külömbfélék, fekszik Keczer-Peklinnek szomszédságában, és annak filiája; határja középszerű, réttye, fája elég van.”
Fényes Elek szerint " Tiszite , Csicsackce, tót f. K. Peklinhez 1. órányira , Abauj’ szélén: 52 kath. , 160 evang., 10 zsidó lak. Erdő. F. U. a’ Keczer nemz. "
A trianoni diktátumig Sáros vármegye Lemesi járásához tartozott.

## Népessége
| Év:            | 1994. | 2004.   | 2014.   | 2024.   |
| -------------- | ----- | ------- | ------- | ------- |
| Emberek száma: | 362   | 364     | 385     | 409     |
| Eltérés:       |       | +0,55 % | +5,76 % | +6,23 % |

| Év:            | 2023. | 2024.   |
| -------------- | ----- | ------- |
| Emberek száma: | 403   | 409     |
| Eltérés:       |       | +1,48 % |

1910-ben 272, túlnyomórészt szlovák anyanyelvű lakosa volt.
2001-ben 347 lakosából 338 szlovák volt.
2011-ben 379 lakosából 356 szlovák volt.